# Samuel Jebb
Samuel Jebb est un médecin et philologue anglais, né à Nottingham en 1694 et mort le 9 mars 1772. 

## Biographie
Il exerça la médecine avec succès, tout en cultivant les lettres par goût. Il fut pendant quelque temps bibliothécaire de Jérémie Colder, un des chefs de la secte des non-jureurs, dont il fit partie, puis s'occupa des sciences physiques et devint médecin à Stratford. 
On a de lui, entre autres ouvrages De vita et rebus gestis Mariæ, Scotorum reginæ (1725, in-8°), et plusieurs éditions d'ouvrages, notamment celles de l’Opus magnum de Bacon (1733, in-fol.), du traité De Græcis illustribus linguæ græcæ, litterarumque humaniarum instaurationibus (Londres, 1742), etc. 